# ۲۳۷ (قمری)
۲۳۷ (قمری)، دویست و سی و هفتمین سال در گاهشماری هجری قمری است. اول محرم این سال برابر با نهم ژوئیه سال ۸۵۱ میلادی است.